# Słupowski
Słupowski (féminin Słupowska) est un nom d'origine polonaise porté par quelques familles localisées en particulier en France, en Belgique ou aux États-Unis.
Deux étymologies sont envisageables pour ce patronyme : 
- nom d'origine aristocratique lié éventuellement à une terre nommée Slupia située au sud-ouest de Varsovie,
- évolution du mot polonais slupek signifiant colonne et probablement attribuée soit à un ancêtre honnête et droit, soit particulièrement rigide.